# Opération ensembliste
Les opérations ensemblistes sont les opérations mathématiques faites sur les ensembles, sans s'occuper de la nature des éléments qui composent ces ensembles. Les opérations booléennes (union, intersection, complémentaire, différence et différence symétrique) sont traitées dans l'article « Algèbre des parties d'un ensemble ».

## Ensemble des parties
L'ensemble des parties d'un ensemble {\displaystyle E}, noté habituellement {\displaystyle {\mathcal {P}}(E)} ou {\displaystyle {\mathfrak {P}}(E)}, est l'ensemble dont les éléments sont tous les sous-ensembles de {\displaystyle E} :
{\displaystyle {\mathcal {P}}(E)=\{A\mid A\subset E\}.}
Par exemple, si {\displaystyle E=\{a,b\}}, {\displaystyle {\mathcal {P}}(E)=\{\varnothing ,\{a\},\{b\},\{a,b\}\}}.
L'ensemble des parties d'un ensemble, muni de la réunion, de l'intersection et du complémentaire, forme une algèbre de Boole.
Son cardinal vérifie :
{\displaystyle \mathrm {card} ({\mathcal {P}}(E))=2^{\mathrm {card} (E)}.}
On utilise cette notation exponentielle pour le cardinal aussi bien dans le cas d'un ensemble {\displaystyle E} fini qu'infini.

## Produit cartésien
Le produit cartésien, noté {\displaystyle A\times B} (lire « A croix B »), de deux ensembles {\displaystyle A} et {\displaystyle B} est l'ensemble des couples dont la première composante appartient à {\displaystyle A} et la seconde à {\displaystyle B} :
{\displaystyle A\times B=\{(x,y)\mid (x\in A)\wedge (y\in B)\}.}
Par exemple, si {\displaystyle A=\{a,b\}} et {\displaystyle B=\{c,d,e\}} , {\displaystyle A\times B=\{(a,c),(a,d),(a,e),(b,c),(b,d),(b,e)\}}.
Son cardinal est :
{\displaystyle \mathrm {card} (A\times B)=\mathrm {card} (A)\times \mathrm {card} (B).}

## Somme disjointe
La somme disjointe, ou réunion disjointe, de deux ensembles A et B, notée {\displaystyle A+B,A{\dot {\cup }}B} ou encore {\displaystyle A\sqcup B,} est définie par :
{\displaystyle A+B=(\{0\}\times A)\cup (\{1\}\times B)=\{(0,x)|(x\in A)\}\cup \{(1,x)|(x\in B)\}.}
Les symboles 0 et 1 dans la définition précédente peuvent être remplacés par d'autres, par exemple Ø et {Ø}. La seule exigence est que les deux symboles utilisés diffèrent l'un de l'autre.
Par exemple, si {\displaystyle A=\{a,b\}}, {\displaystyle A+A=\{(0,a),(0,b),(1,a),(1,b)\}}.
Cette opération permet de définir la somme de cardinaux :
{\displaystyle \mathrm {card} (A)+\mathrm {card} (B)=\mathrm {card} (A+B).}
Dans le cas où au moins l'un des deux ensembles est infini, on a aussi, que les ensembles soient disjoints ou non :
{\displaystyle \mathrm {card} (A)+\mathrm {card} (B)=\mathrm {card} (A\cup B)=\max(\mathrm {card} (A),\mathrm {card} (B)).}

## Exponentiation
On définit {\displaystyle F^{E}} comme l'ensemble des applications de {\displaystyle E} dans {\displaystyle F}, qui s'identifie au produit cartésien {\displaystyle \prod _{e\in E}F.}
On peut alors identifier l'algèbre {\displaystyle {\mathcal {P}}(E)} des parties d'un ensemble {\displaystyle E} à {\displaystyle \{0,1\}^{E}} ; cela revient en effet à identifier chaque partie de E à son indicatrice.
- Cet article est partiellement ou en totalité issu de l'article intitulé « Algèbre des parties d'un ensemble » (voir la liste des auteurs).